# (7426) 1992 US4
(7426) 1992 US4 là một tiểu hành tinh vành đai chính. Nó được phát hiện bởi Atsushi Sugie ở Dynic Astronomical Observatory Nhật Bản, ngày 27 tháng 10 năm 1992.